# 菅原大神 (銚子市)
菅原大神（すがわらだいじん）は、千葉県銚子市の神社。

## 歴史
創建年代は不明である。
当社から徒歩10分のところに玉依姫命を祭神とする「御産宮」がある。現在は祠レベルに縮小しているが、本来はちゃんとした社殿があった。しかしある日、何らかの理由で倒壊してしまった。そのため奉納されていた「子宝石」約90個は当社に移された。この石を抱けば、子宝に恵まれるというご利益があるという。

## 「澪つくし」の聖地
1985年（昭和60年）、銚子市を舞台とするNHK連続テレビ小説「澪つくし」が放映された。その中でヒロイン「かをる」に扮する沢口靖子が当社の子宝石を抱いて懐妊祈願するシーンがあったことから、銚子市役所に問い合わせが殺到した。そして、今でいうところの「聖地巡礼」に多くのファンが訪れたり、妊活しているカップルの参拝が増えてきた。そのため、この年は2月25日と11月25日の例祭とは別に臨時の祭礼（7月25日）が執り行われ、全国より千組のカップルが参拝したという。

## 交通アクセス
- 下総豊里駅より徒歩10分。

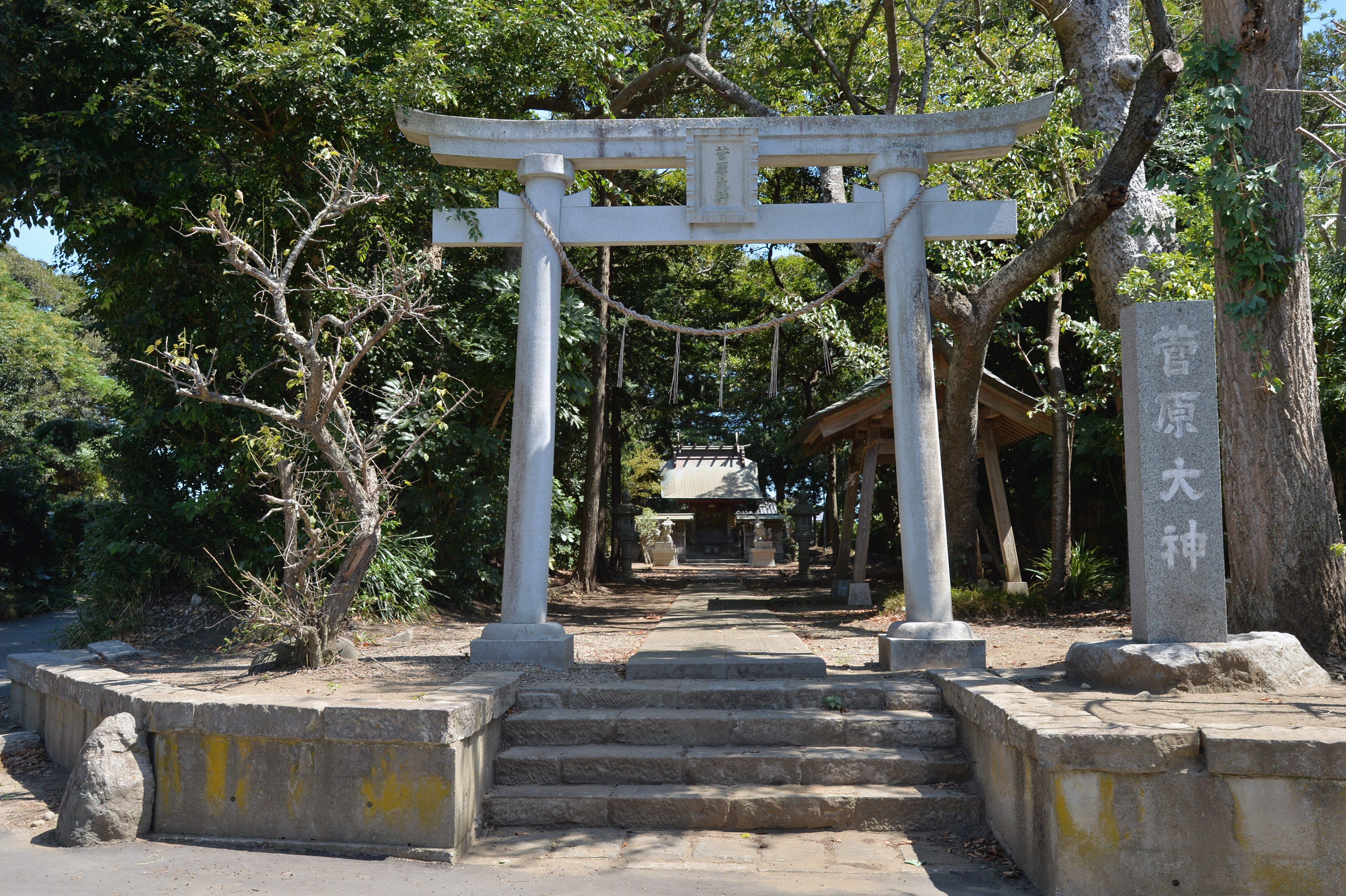
鳥居
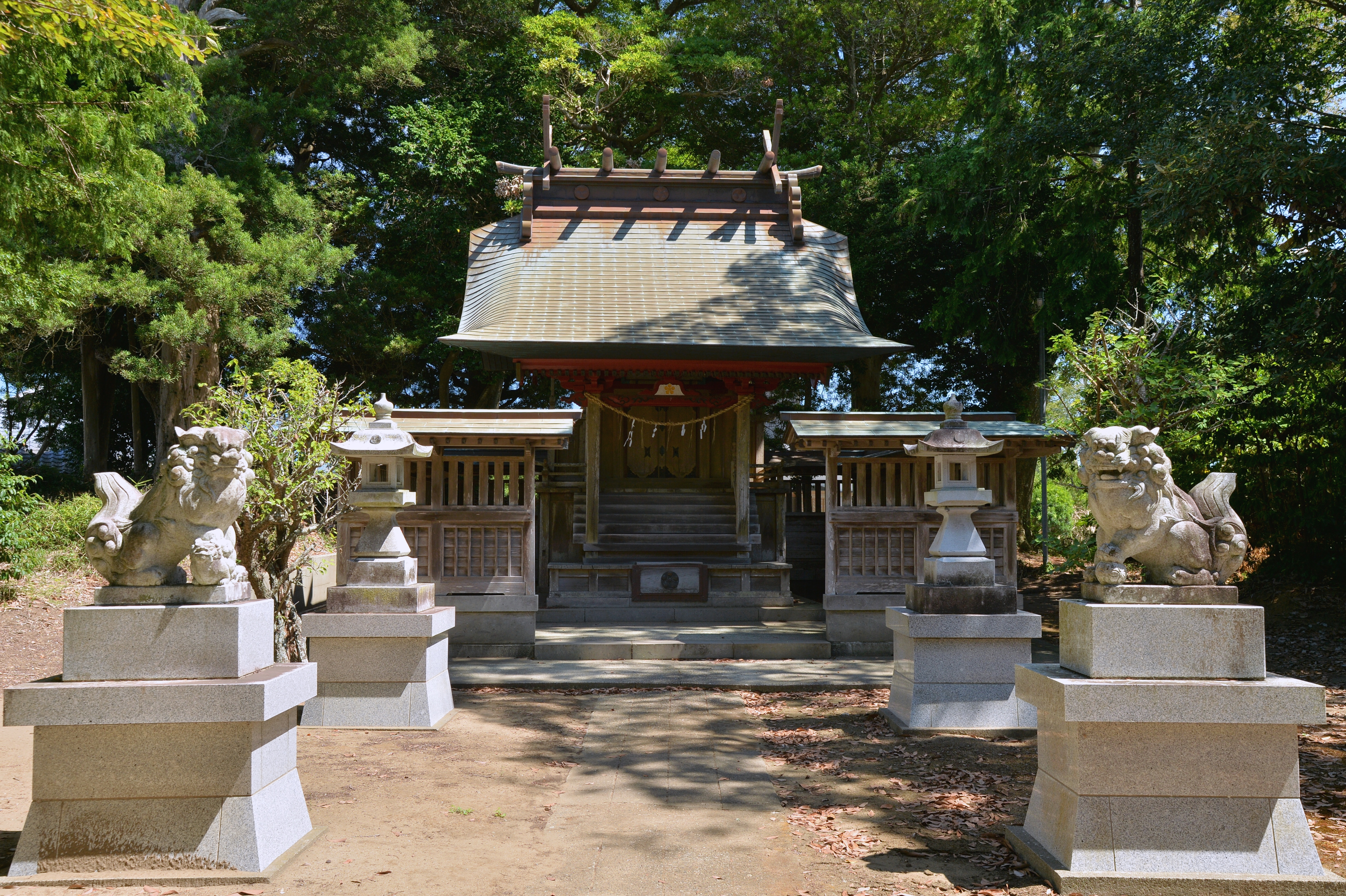
本殿